# Saison 5 de The Practice : Donnell et Associés
Chronologie
Saison 4 Saison 6

Cet article présente le guide de la cinquième saison de la série The Practice : Donnell et Associés (The Practice).

## Liste des épisodes

### Épisode 1:Jugements sommaires
- Titre original : Summary Judgments
- Numéro(s) : 80 (5.1)
- Scénariste(s) : David E. Kelley
- Réalisateur(s) : Arvin Brown
- Diffusion(s) : 
  -  États-Unis : 8 octobre 2000 sur ABC
  -  France :
- Résumé :  Bobby ne veut pas qu'un client témoigne, car cela risque de mettre en cause une vidéo compromettante. De plus, Helen et Richard Bay pourrait bien soutenir un témoin dans le même procès. Ellenor et Lindsay représentent des parents dont les trois enfants ont contracté des difficultés d'apprentissage à la suite d'une intoxication due à des produits chimiques.

### Épisode 2:Omissions
- Titre original : Germ Warfare
- Numéro(s) : 81 (5.2)
- Scénariste(s) : David E. Kelley
- Réalisateur(s) : Duane Clark
- Diffusion(s) : 
  -  États-Unis : 15 octobre 2000 sur ABC
  -  France :
- Résumé :  Avant même de plaider contre l'Agence de Protection de l'Environnement, Ellenor décide d'insister sur le manque de tests effectués par l'Agence concernant les risques pour la santé. Gamble essaie de discréditer Kyle auprès de son avocat, affirmant qu'il a fait envoyer un innocent en prison. Bobby s'efforce quant à lui d'obtenir la libération de son client.

### Épisode 3:De cause à effet
- Titre original : Officers of the Court
- Numéro(s) : 82 (5.3)
- Scénariste(s) : Peter Blake, David E. Kelley
- Réalisateur(s) : Jeannot Szwarc
- Diffusion(s) : 
  -  États-Unis : 22 octobre 2000 sur ABC
  -  France :
- Résumé :   Berluti s'entend avec le district attorney pour maintenir sa cliente sous les verrous. Enceinte de huit mois, elle est en effet cocaïnomane, et l'avocat craint pour la vie de son bébé si elle continue de se droguer. Ellenor a l'intention de poursuivre le juge Aldrich qui a réduit les dommages et intérêts promis à des clients.

### Épisode 4:Le Revers de la médaille
- Titre original : Officers of the Court
- Numéro(s) : 83 (5.4)
- Scénariste(s) : Lukas Reiter, David E. Kelley
- Réalisateur(s) : Dennis Smith
- Diffusion(s) : 
  -  États-Unis : 29 octobre 2000 sur ABC
  -  France :
- Résumé :   Robert Wallace refuse de plaider coupable malgré l'insistance de Berluti, car il craint de perdre la garde de sa petite fille. Apprenant que son mari ne risque que deux années de prison, la femme de Robert Wakefield décide de changer de tactique. Lorsque Lucy annonce à ses collègues qu'elle a trouvé un test de grossesse positif dans une poubelle, Lindsay avoue qu'elle attend un enfant. Ellenor annonce qu'elle est enceinte aussi.

### Épisode 5:Le Visage de la vérité
- Titre original : We Hold These Truths...
- Numéro(s) : 84 (5.5)
- Scénariste(s) : David E. Kelley
- Réalisateur(s) : Duane Clark
- Diffusion(s) : 
  -  États-Unis : 5 novembre 2000 sur ABC
  -  France :
- Résumé :   Eugene est assigné au dernier moment à la défense d'un homme que tout accuse du meurtre de sa femme. Heureux d'avoir obtenu pour son client une peine de prison très courte, Berluti l'informe qu'il risque d'y rester bien plus longtemps s'il rit à l'histoire drôle que lui racontera le juge au moment de la sentence.

### Épisode 6:Dans les coulisses
- Titre original : Show and Tell
- Numéro(s) : 85 (5.6)
- Scénariste(s) : David E. Kelley
- Réalisateur(s) : Alex Graves
- Diffusion(s) : 
  -  États-Unis : 12 novembre 2000 sur ABC
  -  France :
- Résumé :   Lors d'une interview précédant le réexamen de l'affaire Wallace, Bobby affirme croire en l'innocence de son client, tandis que Bay déclare posséder des preuves affligeantes. Le procès n'est ensuite qu'un long échange entre les deux avocats, chacun détruisant les arguments de l'autre avec une facilité déconcertante.

### Épisode 7:Le Pardon
- Titre original : Officers of the Court
- Numéro(s) : 86 (5.7)
- Scénariste(s) : David E. Kelley, Alfonso H. Moreno
- Réalisateur(s) : Arvin Brown
- Diffusion(s) : 
  -  États-Unis : 19 novembre 2000 sur ABC
  -  France :
- Résumé :   Bobby doit défendre un Pakistanais accusé du meurtre de sa femme selon un rituel ancien. Bassett, qui n'a toujours pas gagné un seul procès, demande à Eugene de s'occuper du cas de sa nièce, accusée de vol. Ellenor annonce à ses collègues qu'elle a eu recours à l'insémination artificielle et qu'elle est enceinte.

### Épisode 8:Manipulations
- Titre original : Mr. Hinks Goes to Town
- Numéro(s) : 87 (5.8)
- Scénariste(s) : David E. Kelley
- Réalisateur(s) : Jeannot Szwarc
- Diffusion(s) : 
  -  États-Unis : 26 novembre 2000 sur ABC
  -  France :
- Résumé :   Jeannie Reynolds, une amie psychologue de Lindsay lui demande de défendre un de ses clients, William Hinks, qui a avoué les meurtres de neuf personnes. Mais selon elle, il est innocent et s'est inventé une histoire en consultant des sites internet liés à cette affaire. Pour le prouver, elle manipule le jeune homme.

### Épisode 9:Un marché de dupes
- Titre original : The Deal
- Numéro(s) : 88 (5.9)
- Scénariste(s) : David E. Kelley, Peter Blake
- Réalisateur(s) : Daniel Attias
- Diffusion(s) : 
  -  États-Unis : 10 décembre 2000 sur ABC
  -  France :
- Résumé :   Impliqué dans une affaire d'enlèvement, Francis Lupino affirme connaître l'endroit où est retenue la jeune victime. Mais il ne parlera qu'en échange d'une sentence clémente... Malgré son acquittement, Scott Wallace est renvoyé par son employeur, tandis que Hinks harcèle Lindsay au téléphone.

### Épisode 10:Un chien dans le tiroir
- Titre original : Friends and Ex-Lovers
- Numéro(s) : 89 (5.10)
- Scénariste(s) : David E. Kelley, Lukas Reiter
- Réalisateur(s) : Michael Zinberg
- Diffusion(s) : 
  -  États-Unis : 17 décembre 2000 sur ABC
  -  France :
- Résumé :   Bobby se retrouve dans une position très inconfortable après que Wallace a tué son ancien employeur sous ses yeux. Il a beaucoup de mal à garder son sang-froid au cours du procès, car tout le monde l'accuse d'avoir fait libérer un meurtrier. Lindsay est, quant à elle, persuadée que Hinks la suit partout.

### Épisode 11:Menace
- Titre original : An Early Frost
- Numéro(s) : 90 (5.11)
- Scénariste(s) : David E. Kelley
- Réalisateur(s) : Christina M. Musrey
- Diffusion(s) : 
  -  États-Unis : 7 janvier 2001 sur ABC
  -  France :
- Résumé :   Jeannie Reynolds meurt peu après avoir été admise à l'hôpital, des suites d'une crise cardiaque selon les médecins, mais Lindsay est convaincue que Hinks l'a tuée. Bobby plaide la thèse de la folie pour que Wallace soit acquitté du meurtre de Duvall mais Berluti, présent lors de l'incident, affirme que l'accusé était parfaitement conscient de ses actes.

### Épisode 12:Retour de bâton
- Titre original : Payback
- Numéro(s) : 91 (5.12)
- Scénariste(s) : David E. Kelley, Marc Guggenheim
- Réalisateur(s) : Andy Wolk
- Diffusion(s) : 
  -  États-Unis : 14 janvier 2001 sur ABC
  -  France :
- Résumé :   Tout accuse Neel du meurtre de Hinks, mais il affirme avoir reçu des instructions de la part de Bobby. Arrêté, ce dernier choisit de se faire défendre par Eugene lors du procès. Rebecca accepte de représenter une amie accusant l'ancienne société de son mari d'être responsable de son suicide.

### Épisode 13:Quitte ou Double
- Titre original : The Thin Line
- Numéro(s) : 92 (5.13)
- Scénariste(s) : David E. Kelley, Lynne E. Litt
- Réalisateur(s) : Dennis Smith
- Diffusion(s) : 
  -  États-Unis : 4 février 2001 sur ABC
  -  France :
- Résumé :   Le procès de Bobby débute et ce dernier plaide non coupable, malgré l'insistance d'Eugene. Lucy annonce à Rebecca qu'elle souhaite devenir bénévole pour une association aidant les victimes de viol. Mais le jour même, elle est appelée au chevet d'une femme affreusement mutilée.

### Épisode 14:Urgences
- Titre original : The Day After
- Numéro(s) : 93 (5.14)
- Scénariste(s) : David E. Kelley
- Réalisateur(s) : Alex Graves
- Diffusion(s) : 
  -  États-Unis : 11 février 2001 sur ABC
  -  France :
- Résumé :   Rebecca et Lucy sont blessées dans l'explosion d'une vidéo piégée envoyée par Hinks. La mère de Rebecca refuse que sa fille subisse une transfusion sanguine car elle est témoin de Jéhovah, ce que Bobby conteste. Dans le même temps, Kevin Riley, professeur, demande à Ellenor de le représenter au cours du procès contre son employeur.

### Épisode 15:L'Éveil
- Titre original : Awakenings
- Numéro(s) : 94 (5.15)
- Scénariste(s) : David E. Kelley, Lukas Reiter
- Réalisateur(s) : Charles McClelland
- Diffusion(s) : 
  -  États-Unis : 18 février 2001 sur ABC
  -  France :
- Résumé :   Ellenor rencontre son donneur, qui à sa grande surprise réclame la garde de son futur enfant tandis que Lucy prend la défense d'une petite fille de 11 ans, victime d'un viol. Quand Rebecca, toujours inconsciente, ne revient pas du service de radiologie, ses amis sont morts d'inquiétude, d'autant plus que personne dans l'hôpital ne sait où elle est.

### Épisode 16:Complications
- Titre original : Gideon's Crossover
- Numéro(s) : 95 (5.16)
- Scénariste(s) : David E. Kelley, Lynne E. Litt, Peter Blake
- Réalisateur(s) : Michael Schultz
- Diffusion(s) : 
  -  États-Unis : 11 mars 2001 sur ABC
  -  France :
- Résumé :    Bobby doit défendre un homme accusé du meurtre de sa belle-fille, après avoir entretenu une relation avec elle. Victime de douleurs abdominales inquiétantes, Ellenor cherche conseil auprès du docteur Gideon alors que Gamble souhaite mettre face à face une petite fille violée et son agresseur.

### Épisode 17:L'Ombre d'un doute
- Titre original : What Child is This?
- Numéro(s) : 96 (5.17)
- Scénariste(s) : David E. Kelley, Lynne E. Litt
- Réalisateur(s) : Steve Gomer
- Diffusion(s) : 
  -  États-Unis : 18 mars 2001 sur ABC
  -  France :
- Résumé :    Bobby envisage de tendre un piège à la femme de Raymond Littlefield, accusé de meurtre, afin qu'elle avoue la vérité. Il est en effet convaincu de l'innocence de son client. Prise de maux de ventre, Ellenor réalise qu'elle est sur le point d'accoucher et se rend à l'hôpital. Mais le bébé respire mal, étranglé par le cordon ombilical.

### Épisode 18:Gain de cause
- Titre original : The Confession
- Numéro(s) : 97 (5.18)
- Scénariste(s) : David E. Kelley, Lukas Reiter
- Réalisateur(s) : Andy Wolk
- Diffusion(s) : 
  -  États-Unis : 1er avril 2001 sur ABC
  -  France :
- Résumé :    Traumatisé par la mort d'une jeune mère, victime d'une agression dans sa voiture, Gamble prend l'affaire en main et manipule le principal suspect, un benêt du nom d'Eddie Larson, pour qu'il reconnaisse ses actes. Outré par les mensonges de l'avocate, Berluti prend la défense de l'accusé.

### Épisode 19:Double Peine
- Titre original : Home of the Brave
- Numéro(s) : 98 (5.19)
- Scénariste(s) : David E. Kelley, Lynne E. Litt, Adam Armus, Kay Foster
- Réalisateur(s) : Keith Samples
- Diffusion(s) : 
  -  États-Unis : 22 avril 2001 sur ABC
  -  France :
- Résumé :   Le gouvernement met la pression sur un jeune Colombien en situation irrégulière afin qu'il donne des informations sur le meurtre d'un policier par des trafiquants de drogue. Lucy prend la défense d'une adolescente violée par un ami. Mais les avocats du garçon affirment que Lucy a manipulé la jeune fille, qui était selon eux consentante.

### Épisode 20:Contre-attaque
- Titre original : The Case of Harland Bassett
- Numéro(s) : 99 (5.20)
- Scénariste(s) : Alfonso H. Moreno, Peter Blake
- Réalisateur(s) : Daniel Attias
- Diffusion(s) : 
  -  États-Unis : 29 avril 2001 sur ABC
  -  France :
- Résumé :  Bassett, qui court toujours après sa première victoire, prend la défense d'une famille dont la petite fille a dû subir une greffe du foie, à la suite de la prise d'un nouveau médicament. Mais l'entreprise mise en cause est une très importante société pharmaceutique. Stressé comme jamais mais épaulé par ses collègues, Bassett va tout faire pour faire éclater la vérité.

### Épisode 21:Sans foi ni loi
- Titre original : Poor Richards Almanac
- Numéro(s) : 100 (5.21)
- Scénariste(s) : Jill Goldsmith, Lukas Reiter, Jill Shapiro
- Réalisateur(s) : Jeannot Szwarc
- Diffusion(s) : 
  -  États-Unis : 6 mai 2001 sur ABC
  -  France :
- Résumé :  Bobby et Ellenor assurent la défense d'un homme, trafiquant de drogue et accusé d'un double meurtre. Après un entretien plutôt inquiétant avec leur client, ils craignent que celui-ci ne tente d'éliminer le principal témoin de l'affaire. Un soir en rentrant chez lui, Bay est menacé de mort par un homme.

### Épisode 22:Prête à tout
- Titre original : Public Servants
- Numéro(s) : 101 (5.22)
- Scénariste(s) : David E. Kelley
- Réalisateur(s) : Dennis Smith
- Diffusion(s) : 
  -  États-Unis : 13 mai 2001 sur ABC
  -  France :
- Résumé :  À la sortie du tribunal, Bay est abattu par un homme en voiture. Écœurée, Gamble rend visite à Cahill, qui avait juré de supprimer Bay s'il était condamné, pour lui faire avouer le nom du meurtrier. Devant le silence du prisonnier, elle menace de le faire passer pour un indic en prison. Si tel était le cas, ses jours seraient comptés.